# 大分都市圏

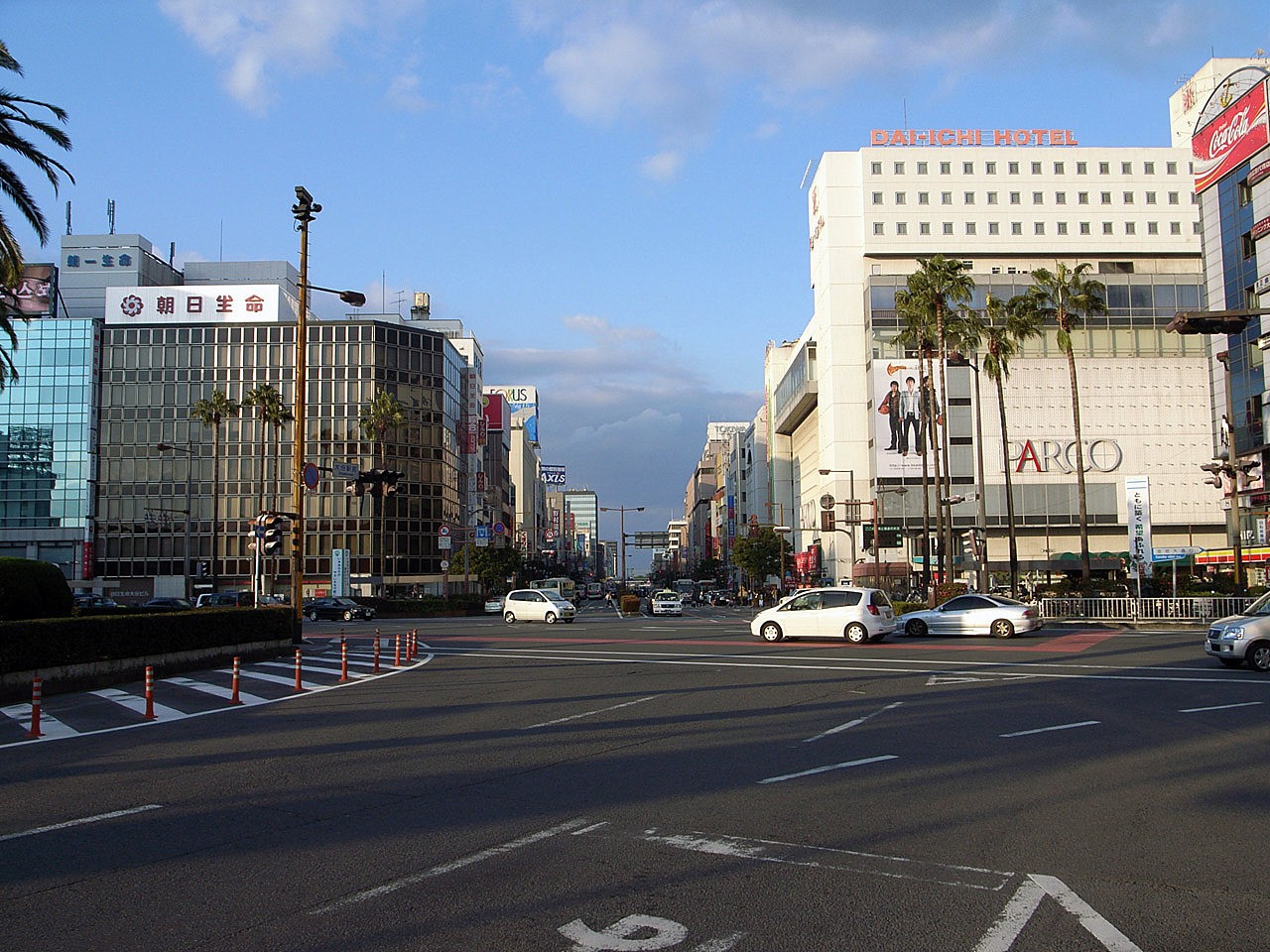
大分駅前

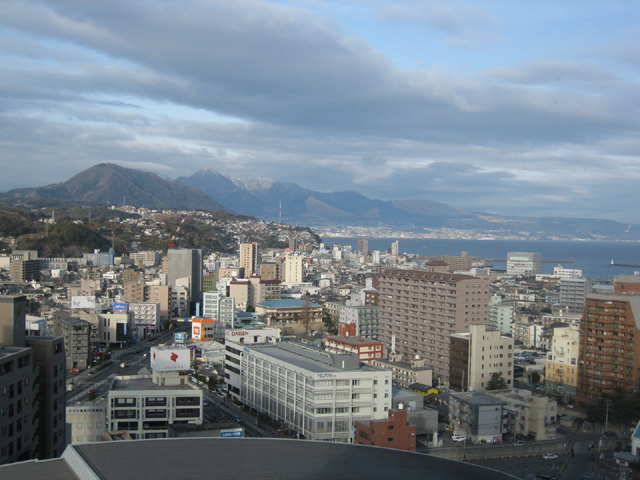
大分市街地（遠方には別府市街地が見える）

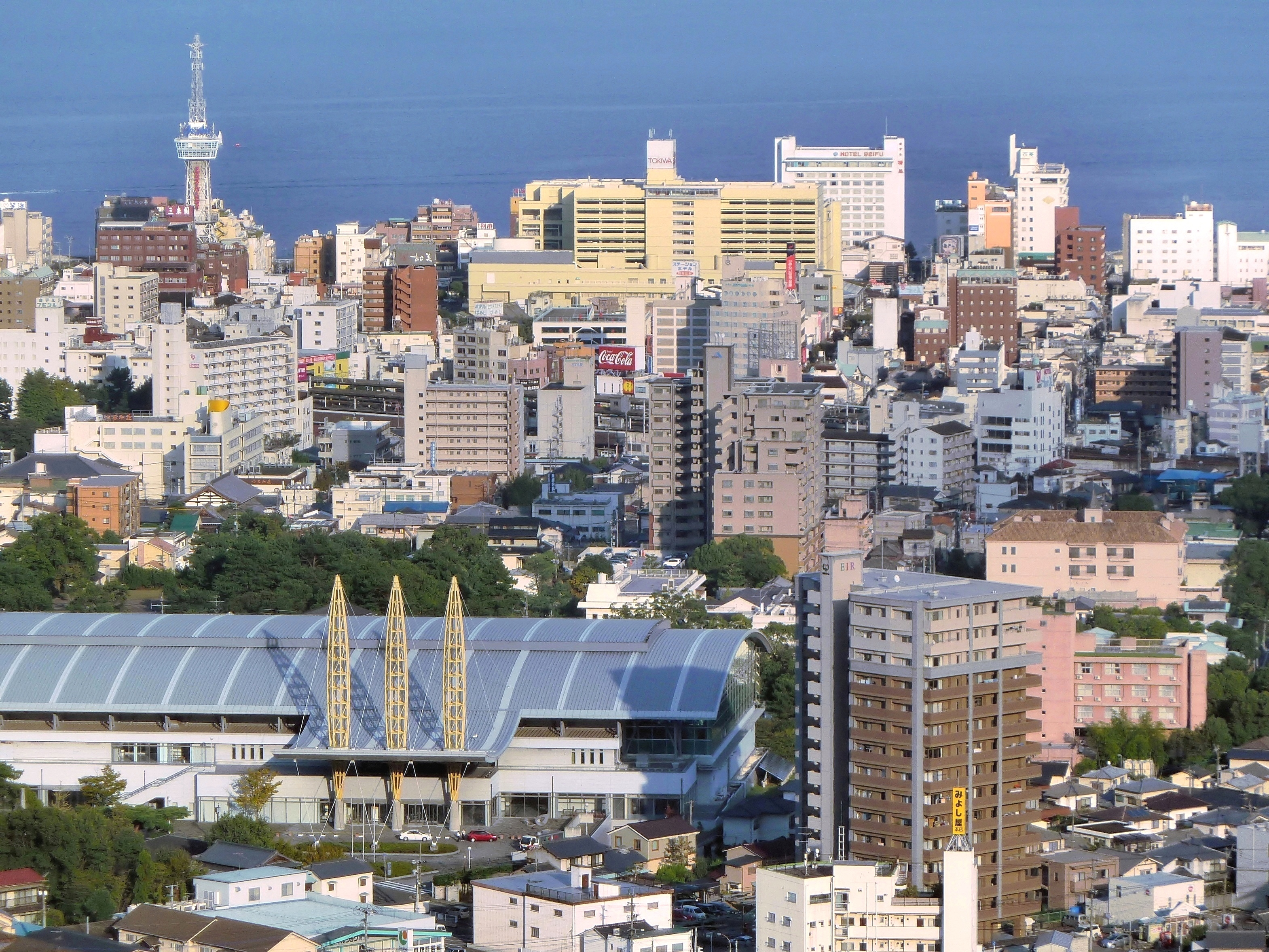
別府駅周辺

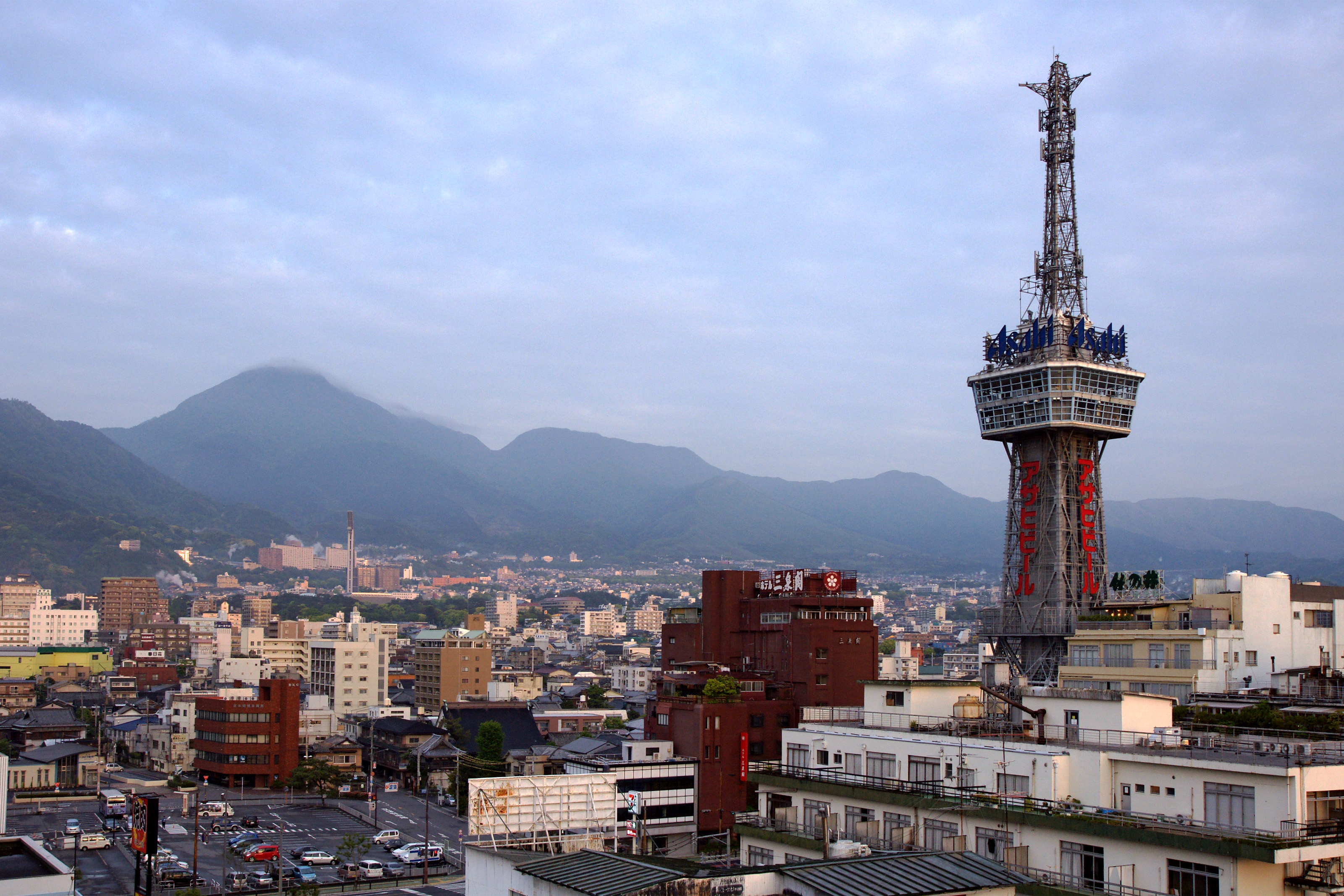
別府市街地

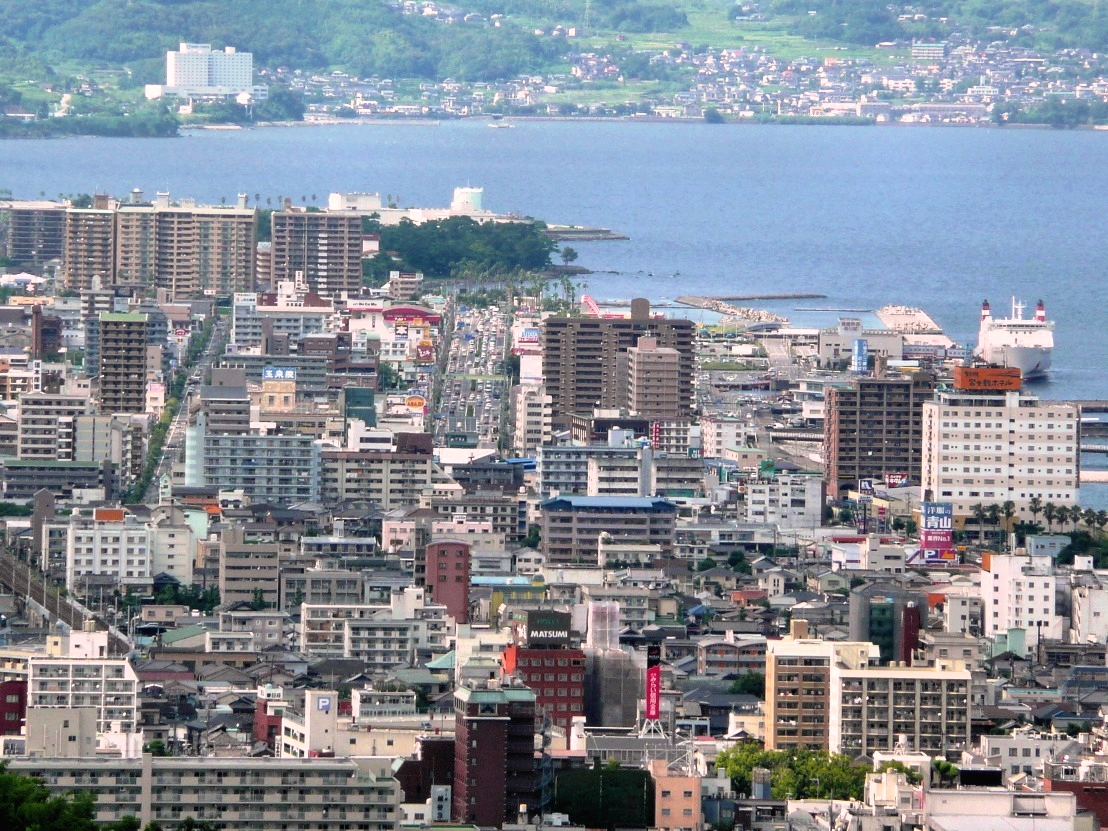
別府市郊外（手前）と日出町（奥）

大分都市圏（おおいたとしけん）は、大分県大分市を中心とする都市圏である。

## 概要
大分都市圏は、大分県の県庁所在地であり、県内人口の約 40% が集中する中核市の大分市を中心とする都市圏である。大分市と、県内人口第2位で国際観光温泉文化都市の別府市とが双子都市の様相を呈しているため、別大都市圏と呼ばれることもある。両都市間は別府湾沿いの別大国道（国道10号）で繋がれて、本都市圏の主要部を形成している。域内総生産は約2兆5351億円である。

## 都市圏の形成
現在の大分市には、古くは豊後国の国府が所在し、大友氏の本拠地となるなど長年にわたりこの地域の行政の中心であったが、小藩である府内藩の藩庁にとどまった江戸時代には発展が停滞した。明治に入ると、大分県の県庁が置かれ、大分紡績（後の富士紡）が進出するなどして徐々に発展したものの、町村制が発足した1889年（明治22年）の人口は1万804人で、中津町（1万2,583人）に次いで大分県下で2番目、臼杵町（1万139人）とほぼ同じという規模であった。しかし、1907年（明治40年）の合併などにより人口が増大し、1911年（明治44年）4月には大分県で初めて市制を施行した（人口3万1,249人）。戦後には、1964年（昭和39年）に新産業都市の指定を受けて大分臨海工業地帯が形成されると、工業都市として著しい発展を見せ、人口が急増するとともに都市圏が拡大した。
一方、現在の別府市には、1871年（明治4年）5月に別府港が完成し、1873年（明治6年）5月に大阪との航路が結ばれたことによりしだいに人々が集まり温泉都市へと発展した。そして、1900年（明治33年）5月に別府と大分を結ぶ豊州電気鉄道（別大電車）が開業（日本で5番目）するなどして、都市間のつながりが強まった。また、その運行のために別府市中浜に火力発電所が設置（日本で2番目）されると、その電力で街灯も整備され別府の中心部流川界隈は全国有数の繁華街として夜も不夜城の賑わいを見せた。1924年（大正13年）には大分県で2番目に市制を施行したが、その当時の別府市の人口は3万6,276人であり、ほぼ同時期である1920年（大正9年）の大分市の4万3,150人と比べても、両市の規模には現在ほどの差はなかった。現在では、人口規模では大分市に譲るものの、別府温泉を中心に、毎年1,000万人を超える観光客が訪れる観光地となっている。

## 定義

### 都市雇用圏
2010年国勢調査の基準では大分市や別府市など5市1町で構成され、2015年の人口は737,936人である。
大分市を中心市とする都市雇用圏（10%通勤圏）の変遷は以下の通り。
- 都市雇用圏を構成しない自治体は、各統計年の欄で灰色かつ「-」で示す。

| 自治体 ('80) | 1980年                 | 1990年                 | 1995年                 | 2000年                 | 2005年                 | 2010年                 | 2015年 | 自治体 （現在）                                                                      |
| ------------ | ---------------------- | ---------------------- | ---------------------- | ---------------------- | ---------------------- | ---------------------- | ------ | ------------------------------------------------------------------------------------ |
| 津久見市     | -                      | -                      | -                      | -                      | 大分 都市圏 75万8658人 | -                      |        | 津久見市（北緯33度4分19.8秒 東経131度51分40.6秒 / 北緯33.072167度 東経131.861278度） |
| 湯布院町     | -                      | -                      | -                      | -                      | 大分 都市圏 75万8658人 | 大分 都市圏 74万3323人 |        | 由布市（北緯33度10分48秒 東経131度25分36.6秒 / 北緯33.18000度 東経131.426833度）     |
| 挾間町       | 大分 都市圏 60万8653人 | 大分 都市圏 68万3438人 | 大分 都市圏 69万7576人 | 大分 都市圏 70万3781人 | 大分 都市圏 75万8658人 | 大分 都市圏 74万3323人 |        | 由布市（北緯33度10分48秒 東経131度25分36.6秒 / 北緯33.18000度 東経131.426833度）     |
| 庄内町       | 大分 都市圏 60万8653人 | 大分 都市圏 68万3438人 | 大分 都市圏 69万7576人 | 大分 都市圏 70万3781人 | 大分 都市圏 75万8658人 | 大分 都市圏 74万3323人 |        | 由布市（北緯33度10分48秒 東経131度25分36.6秒 / 北緯33.18000度 東経131.426833度）     |
| 日出町       | 大分 都市圏 60万8653人 | 大分 都市圏 68万3438人 | 大分 都市圏 69万7576人 | 大分 都市圏 70万3781人 | 大分 都市圏 75万8658人 | 大分 都市圏 74万3323人 |        | 日出町（北緯33度22分9.9秒 東経131度31分56.5秒 / 北緯33.369417度 東経131.532361度）   |
| 別府市       | 大分 都市圏 60万8653人 | 大分 都市圏 68万3438人 | 大分 都市圏 69万7576人 | 大分 都市圏 70万3781人 | 大分 都市圏 75万8658人 | 大分 都市圏 74万3323人 |        | 別府市（北緯33度17分4.6秒 東経131度29分28.3秒 / 北緯33.284611度 東経131.491194度）   |
| 大分市       | 大分 都市圏 60万8653人 | 大分 都市圏 68万3438人 | 大分 都市圏 69万7576人 | 大分 都市圏 70万3781人 | 大分 都市圏 75万8658人 | 大分 都市圏 74万3323人 |        | 大分市（北緯33度14分22.4秒 東経131度36分33.3秒 / 北緯33.239556度 東経131.609250度）  |
| 野津原町     | 大分 都市圏 60万8653人 | 大分 都市圏 68万3438人 | 大分 都市圏 69万7576人 | 大分 都市圏 70万3781人 | 大分 都市圏 75万8658人 | 大分 都市圏 74万3323人 |        | 大分市（北緯33度14分22.4秒 東経131度36分33.3秒 / 北緯33.239556度 東経131.609250度）  |
| 佐賀関町     | 大分 都市圏 60万8653人 | 大分 都市圏 68万3438人 | 大分 都市圏 69万7576人 | 大分 都市圏 70万3781人 | 大分 都市圏 75万8658人 | 大分 都市圏 74万3323人 |        | 大分市（北緯33度14分22.4秒 東経131度36分33.3秒 / 北緯33.239556度 東経131.609250度）  |
| 野津町       | 大分 都市圏 60万8653人 | 大分 都市圏 68万3438人 | 大分 都市圏 69万7576人 | 大分 都市圏 70万3781人 | 大分 都市圏 75万8658人 | 大分 都市圏 74万3323人 |        | 臼杵市（北緯33度7分33.6秒 東経131度48分18.4秒 / 北緯33.126000度 東経131.805111度）   |
| 臼杵市       | 臼杵 都市圏 3万9754人  | 大分 都市圏 68万3438人 | 大分 都市圏 69万7576人 | 大分 都市圏 70万3781人 | 大分 都市圏 75万8658人 | 大分 都市圏 74万3323人 |        | 臼杵市（北緯33度7分33.6秒 東経131度48分18.4秒 / 北緯33.126000度 東経131.805111度）   |
| 三重町       | 大分 都市圏            | 大分 都市圏 68万3438人 | 大分 都市圏 69万7576人 | 大分 都市圏 70万3781人 | 大分 都市圏 75万8658人 | 大分 都市圏 74万3323人 |        | 豊後大野市 （北緯32度58分41.4秒 東経131度35分6秒 / 北緯32.978167度 東経131.58500度） |
| 清川村       | 大分 都市圏            | 大分 都市圏 68万3438人 | 大分 都市圏 69万7576人 | 大分 都市圏 70万3781人 | 大分 都市圏 75万8658人 | 大分 都市圏 74万3323人 |        | 豊後大野市 （北緯32度58分41.4秒 東経131度35分6秒 / 北緯32.978167度 東経131.58500度） |
| 千歳村       | 大分 都市圏            | 大分 都市圏 68万3438人 | 大分 都市圏 69万7576人 | 大分 都市圏 70万3781人 | 大分 都市圏 75万8658人 | 大分 都市圏 74万3323人 |        | 豊後大野市 （北緯32度58分41.4秒 東経131度35分6秒 / 北緯32.978167度 東経131.58500度） |
| 犬飼町       | 大分 都市圏            | 大分 都市圏 68万3438人 | 大分 都市圏 69万7576人 | 大分 都市圏 70万3781人 | 大分 都市圏 75万8658人 | 大分 都市圏 74万3323人 |        | 豊後大野市 （北緯32度58分41.4秒 東経131度35分6秒 / 北緯32.978167度 東経131.58500度） |
| 緒方町       | -                      | -                      | -                      | -                      | 大分 都市圏 75万8658人 | 大分 都市圏 74万3323人 |        | 豊後大野市 （北緯32度58分41.4秒 東経131度35分6秒 / 北緯32.978167度 東経131.58500度） |
| 朝地町       | -                      | -                      | -                      | -                      | 大分 都市圏 75万8658人 | 大分 都市圏 74万3323人 |        | 豊後大野市 （北緯32度58分41.4秒 東経131度35分6秒 / 北緯32.978167度 東経131.58500度） |
| 大野町       | -                      | -                      | -                      | -                      | 大分 都市圏 75万8658人 | 大分 都市圏 74万3323人 |        | 豊後大野市 （北緯32度58分41.4秒 東経131度35分6秒 / 北緯32.978167度 東経131.58500度） |

- 2005年1月1日：大分市が北海部郡佐賀関町と大分郡野津原町を編入した。
- 2005年1月1日：（旧）臼杵市と大野郡野津町が新設合併して（新）臼杵市となった。
- 2005年3月31日：大野郡5町2村（三重町、清川村、緒方町、朝地町、大野町、千歳村、犬飼町）が合併して豊後大野市となった。
- 2005年10月1日：大分郡挾間町、庄内町、湯布院町が新設合併して由布市となった。

### 大分市都市圏
国土交通省による、大分市を中心市とする「5%・500人通勤圏」（相対都市圏）。本都市圏は以下の自治体により構成される。
- 大分市、別府市、臼杵市、津久見市、佐伯市の旧市域、豊後大野市の一部、由布市、日出町、杵築市

### 連携中枢都市圏
総務省の制度に基づき、大分市、別府市、臼杵市、津久見市、竹田市、豊後大野市、由布市、日出町が連盟協約を結び、大分都市広域圏を形成している。